# Amtsgericht Plauen
Das Amtsgericht Plauen ist ein Gericht der ordentlichen Gerichtsbarkeit und eines von insgesamt 25 Amtsgerichten im Freistaat Sachsen.

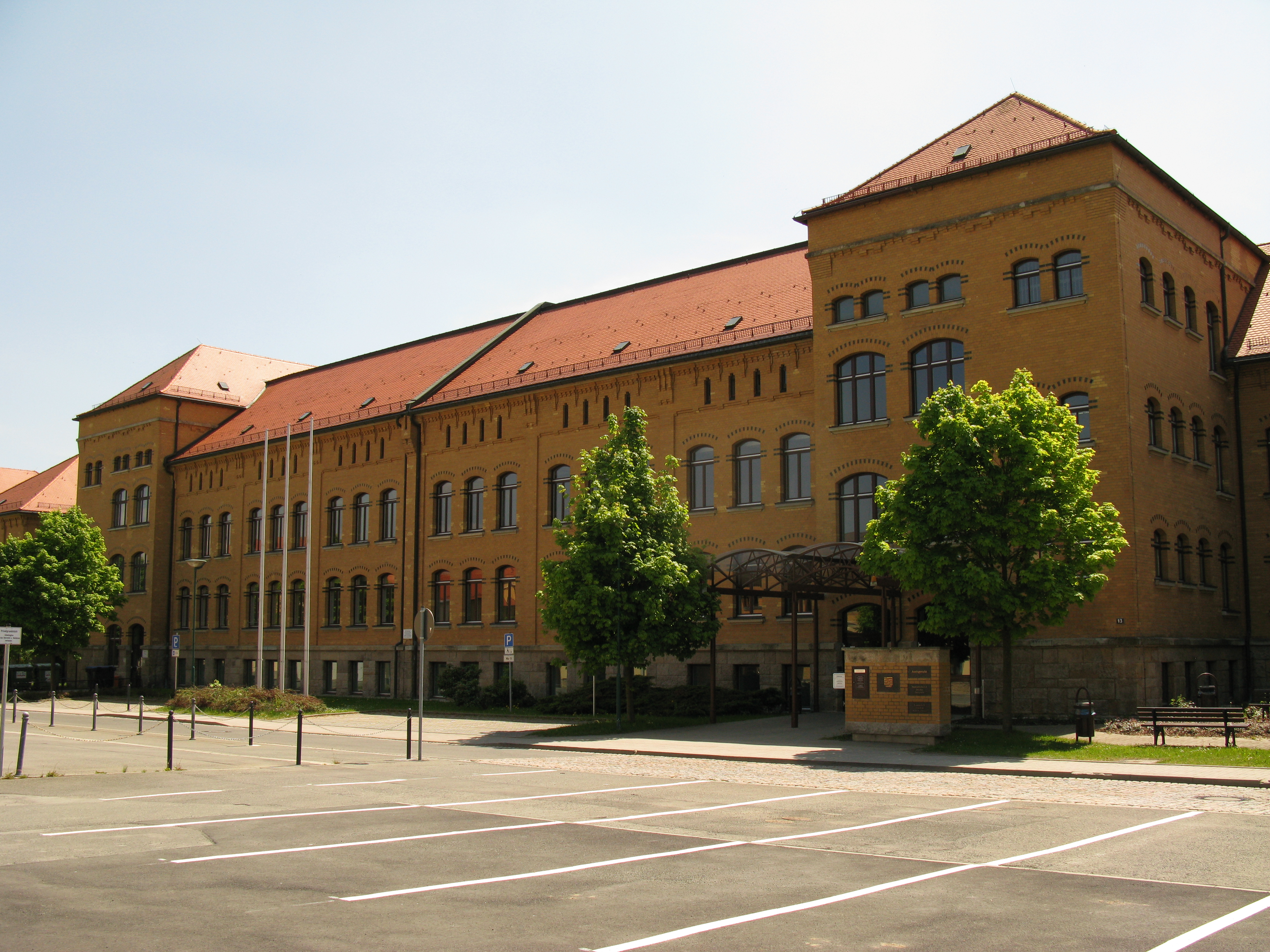
Der Sitz des Amtsgerichtes im Plauener Behördenzentrum (Europaratstraße 13), 2012

## Gerichtssitz und -bezirk
Der Gerichtsbezirk des Amtsgerichts Plauen umfasst das Gebiet der Stadt Plauen sowie alle Gemeinden des Landkreises Vogtlandkreis mit Ausnahme der dem Amtsgerichtsbezirk Auerbach zugeordneten Gemeinden (§ 1 Abs. 4, Anlage Nr. 20 Sächsisches Justizgesetz). Das Gericht hat seinen Sitz in Plauen, Europaratstraße 13. Dem Amtsgericht Plauen ist das Landgericht Zwickau unmittelbar übergeordnet. Zuständiges Oberlandesgericht ist das Oberlandesgericht Dresden.

## Geschichte
In Plauen bestand bis 1879 das Gerichtsamt Plauen als Eingangsgericht. Im Rahmen der Reichsjustizgesetze wurden 1879 im Königreich Sachsen die Gerichtsämter aufgehoben und Amtsgerichte, darunter das Amtsgericht Plauen, geschaffen. Der Gerichtssprengel umfasste Plauen, Altensalz, Berglas mit Kümmelbüchse, Brand, Chrieschwitz, Dehles, Gansgrün, Geilsdorf, Grobau, Großfriesen, Großzöbern, Gutenfürst, Haselbrunn, Helmsgrün, Jößnitz mit Oberlößnitz, Kauschwitz mit Schützenwiesenhäusern, Kemnitz, Kleinfriesen, Kleinzöbern, Kloschwitz, Kobitzschwalde, Krebes mit Kandelhof und oberem Plattenhaus, Kröstau, Kürbitz, Leubnitz mit Siebenbitz und Espighaus, Mechelgrün, Meßbach, Mißlareuth mit Haferländer, Möschwitz, Neudörfel bei Plauen, Neuensalz mit Burg und Siegleithe, Oberlosa mit kleinem Brand, Oberneundorf, Oberweischlitz, Pirk mit Rittergut Türbel mit Pirk, Pöhl mit Hammerhäusern und Kalkwerkhäusern, Reinhardtswalde, Reinsdorf, Reißig (Vorder-) mit Hinterreißig (Pfaffenmühle und Pfaffenhaus), Reusa, Reuth bei Plauen, Rodau, Rodersdorf, Rodlera, Rößnitz mit Eichigt und Schäferei, Röttis mit Lochhaus und Barthmühle, Rosenberg, Ruderitz mit Burgsteinhäusern, Ruhhäusern und unterem Plattenhaus, Schneckengrün mit Reiboldsruhe, Schönlind, Schwand mit Forsthaus und Schäfereihäusern, Schwarzenreuth, Sorga, Steins, Stelzen (sächsischer Anteil), Stöckigt bei Grobau, Stöckigt bei Plauen, Straßberg, Syrau mit Neumarkt und Bahnmühle, Tauschwitz, Theuma mit Neumühlenhäusern, Thiergarten, Thossen, Thoßfell mit Burg, Tobertitz, Türbel, Unterlosa, Unterneundorf, Unterweischlitz mit Ochsenpöhl und Wiesenburg, Voigtsgrün, Zobes mit Butterleithen, Zschockau mit Harzberg (anteilig), Heureuth und Siebenbitz, Zwoschwitz und das Pausaer Forstrevier (anteilig). Das Amtsgericht Plauen war eines von 12 Amtsgerichten im Bezirk des Landgerichtes Plauen. Der Amtsgerichtsbezirk umfasste danach 49.881 Einwohner. Das Gericht hatte damals vier Richterstellen und war damals das größte Amtsgericht im Landgerichtsbezirk. Im Jahre 1935 wurde das Amtsgericht Plauen Entschuldungsamt für den Landgerichtsbezirk. Ab Juni 1943 übernahm das Amtsgericht Plauen die Aufgaben der Amtsgerichte Elsterberg und Pausa.
Mit der Verordnung zur Änderung von Gerichtsbezirken im Lande Sachsen vom 5. Mai 1951 wurden die Gerichtsbezirke in der DDR an die Landkreise angepasst. Der Sprengel des Amtsgerichtes Plauen war damit der Land- und den Stadtkreis Plauen. Im Jahre 1952 wurden die Amtsgerichte in der DDR aufgehoben und Kreisgerichte als Eingangsgerichte geschaffen, darunter das Kreisgericht Plauen, welches weiter für den Kreis Plauen zuständig war. Nach dem Zusammenbruch der DDR wurde 1992 das Amtsgericht Plauen aufgrund des Sächsischen Gerichtsorganisationsgesetz neu eingerichtet, nun aber dem Landgericht Zwickau zugeordnet.